# Nuño González de Lara el Bueno
Nuño González de Lara el Bueno (fallecido en Écija, 7 u 8 de septiembre de 1275). Noble castellano, señor de la Casa de Lara, Torrelobatón, Herrera, adelantado mayor de la frontera de Andalucía, gobernador de Castilla y León y tenente de Sevilla y Écija.

## Orígenes familiares
Fue hijo del conde Gonzalo Núñez de Lara, y de María Díaz de Haro y Azagra. Por parte paterna fueron sus abuelos el conde Nuño Pérez de Lara y su esposa, Teresa Fernández de Traba y por parte materna fueron Diego López II de Haro, señor de Vizcaya, y su segunda esposa, Toda Pérez de Azagra.
Fue hermano, entre otros, de Diego González de Lara, de Fernando González de Lara, y de Teresa González de Lara, que contrajo matrimonio con el infante Alfonso de Molina, hijo del rey Alfonso IX de León.

## Biografía

### Juventud y primeras actuaciones
Se desconoce su fecha de nacimiento. Su padre, el conde Gonzalo Núñez de Lara, se rebeló en varias ocasiones contra Fernando III, rey de Castilla, pero, a pesar de ello, Alfonso X de Castilla, hijo de Fernando III, protegió a Nuño González de Lara, aunque su padre recordó siempre las afrentas recibidas de la Casa de Lara.

Alrededor del año 1240, Fernando III  cedió el señorío y las rentas de Écija a su hijo primogénito, el infante Alfonso, quien encomendó la tenencia de dicha población a su amigo, Nuño González de Lara, quien se convirtió en uno de sus principales favoritos y le acompañó en la campaña murciana de 1243-1244, pues su nombre figura entre los confirmantes en un diploma expedido el 30 de septiembre de 1244, por el que Zeyt abu Zeyt vendía tres castillos a la Orden de Santiago, situados en el Reino de Aragón. En 1244, cumpliendo las órdenes del rey Fernando III, y acompañado de su cuñado, Rodrigo Fernández de Castro, puso sitio al municipio de Arjona, que capituló tras la llegada del monarca castellano-leonés y sus tropas.

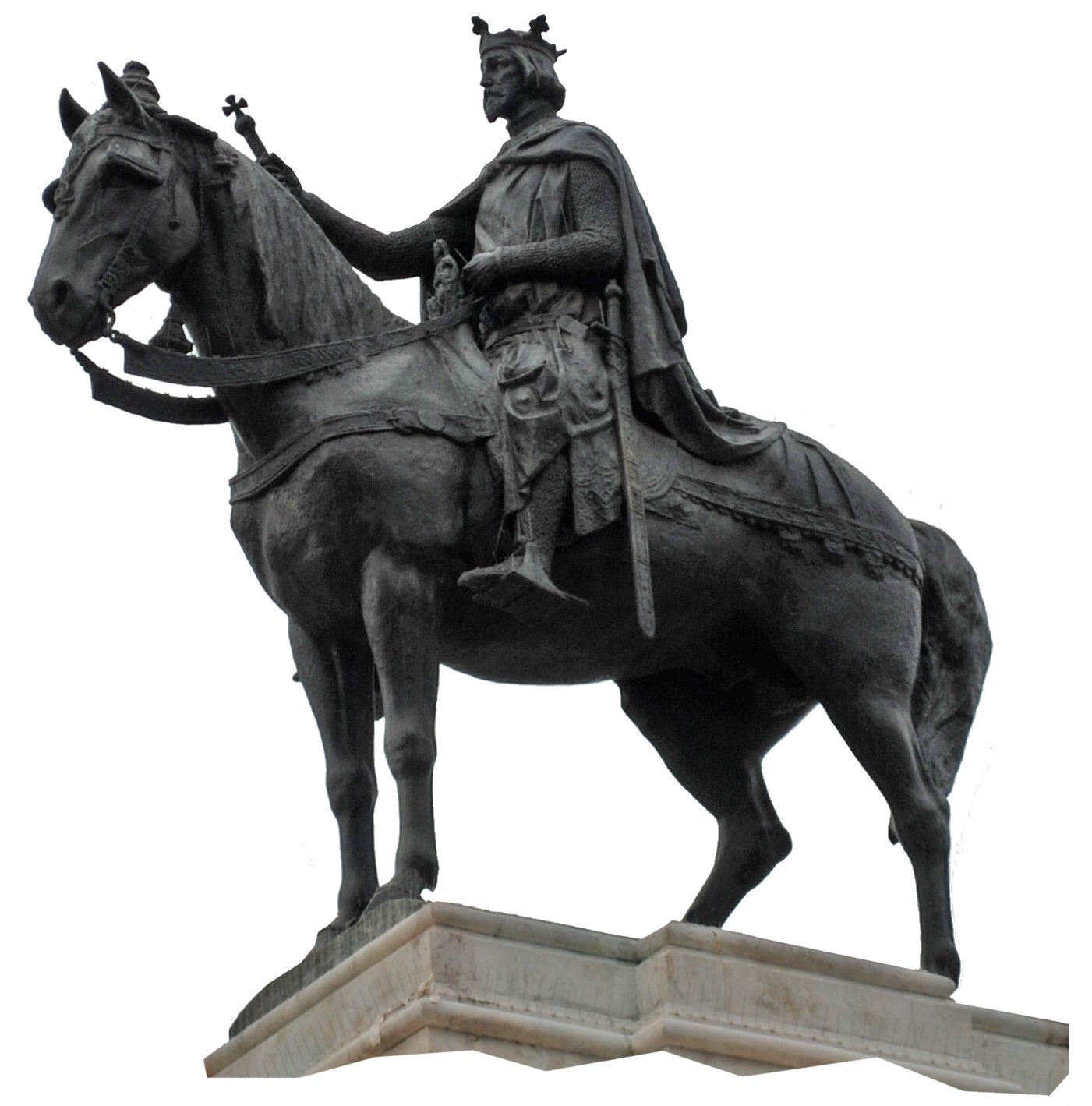
Estatua ecuestre que representa a Fernando III, rey de Castilla.Sevilla.

Entre los años 1245 y 1246 apareció como confirmante en numerosos privilegios reales. El 7 de julio de 1246 Nuño González de Lara entregó a Juan, obispo de Burgos, el señorío de Santa María de Sasamón y todo cuanto poseía en aquel lugar, a cambio de 500 maravedíes y de un manto.
En 1246, durante la Guerra Civil portuguesa que enfrentó al rey Sancho II de Portugal con su hermano Alfonso de Bolonia, el infante Alfonso X de Castilla invadió el reino de Portugal con un ejército para prestar ayuda a Sancho II de Portugal, a pesar de la oposición de Fernando III el Santo, que no deseaba intervenir en el conflicto portugués. El infante Alfonso entró en Portugal acompañado de una tropa de caballeros aragoneses y de varios magnates castellanos, entre los que figuraban Nuño González de Lara, Rodrigo Gómez de Trastámara, y Diego López III de Haro, hermano de Mencía López de Haro, esposa esta última de Sancho II de Portugal. No obstante, la falta de apoyos en el reino de Portugal hacia el rey Sancho II y las amenazas del papa, que les había prohibido defender a Sancho II de Portugal,  provocaron que el infante Alfonso y sus acompañantes regresasen al reino de Castilla en marzo de 1247 y, un mes después, el infante se hallaba en la ciudad de Burgos. En 1248, Nuño González de Lara estuvo presente en el sitio y la conquista de la ciudad de Sevilla.
En 1252 falleció Fernando III el Santo en la ciudad de Sevilla y subió al trono su hijo Alfonso X de Castilla, que continuó favoreciendo al señor de la Casa de Lara, pues durante su reinado le concedió heredades en el reino de Murcia, donadíos y casas en Sevilla, molinos en Alcalá de Guadaíra, tierras y viñedos en Melgarejo, y varias aranzadas y una bodega en Écija. En Castilla la Vieja recibió además en propiedad la villa de Torrelobatón y sus aldeas, cediéndole además el rey las rentas reales de La Bureba y La Rioja. A pesar de la liberalidad del monarca, Nuño González de Lara cobró en los distritos a su cargo dos pedidos extraordinarios y usurpó las rentas de algunos hidalgos en sus tierras de realengo y abadengo.
En 1255 el infante Enrique de Castilla "el Senador", hermano de Alfonso X, Lope Díaz III de Haro, señor de Vizcaya, y otros magnates, que se hallaban descontentos con Alfonso X por diversas circunstancias, siendo una de ellas el protagonismo alcanzado por Nuño González de Lara en la corte castellano-leonesa, firmaron un acuerdo secreto con Jaime I el Conquistador en la localidad de Maluenda, planteándose la posibilidad de que el infante Enrique contrajese matrimonio con Constanza de Aragón, hija del soberano aragonés, que terminaría desposándose con el infante Manuel de Castilla, hermano del infante Enrique. El soberano aragonés se comprometió en dicho acuerdo a prestar ayuda al infante Enrique y a sus acompañantes hasta que Alfonso X hubiese satisfecho sus demandas.
A finales de octubre de 1255 el infante Enrique comenzó las hostilidades contra Alfonso X en sus tierras de Andalucía, al tiempo que Lope Díaz de Haro, hacía lo propio en su señorío de Vizcaya. A mediados de diciembre las tropas castellanas ocuparon Orduña y el señor de Vizcaya se vio obligado a reconocer a Alfonso X como soberano y señor, aunque el rey, aplicando el Fuero Viejo de Castilla, traspasó los municipios de Orduña y Valmaseda al realengo. Poco después, las tropas castellano-leonesas, comandadas por Nuño González de Lara "el Bueno" y por Rodrigo Alfonso de León, hijo ilegítimo de Alfonso IX de León, derrotaron en una batalla, librada en las cercanías de Lebrija, a las tropas del infante Enrique de Castilla. La llegada de los refuerzos castellanos, conducidos por Rodrigo Alfonso de León, obligó al infante Enrique a abandonar el campo de batalla y a refugierse tras los muros de Lebrija, para posteriormente embarcar en el Puerto de Santa María con destino a la ciudad de Valencia. Sin embargo, el rey Jaime I no le acogió en su reino, lo que movió al infante a solicitar la ayuda de los monarcas de Francia e Inglaterra.

El 15 de septiembre de 1259, mediante un documento otorgado junto con su esposa Teresa Alfonso, Nuño González de Lara cedió a la Orden de Santiago los molinos que poseía en el municipio sevillano de Alcalá de Guadaíra, y otras propiedades cercanas a la ciudad de León. En 1261 la ciudad de Jerez de la Frontera fue conquistada por Alfonso X el Sabio y a Nuño González de Lara le fue encomendada la tenencia de su alcázar, aunque fue ejercida en su nombre por Garci Gómez Carrillo.

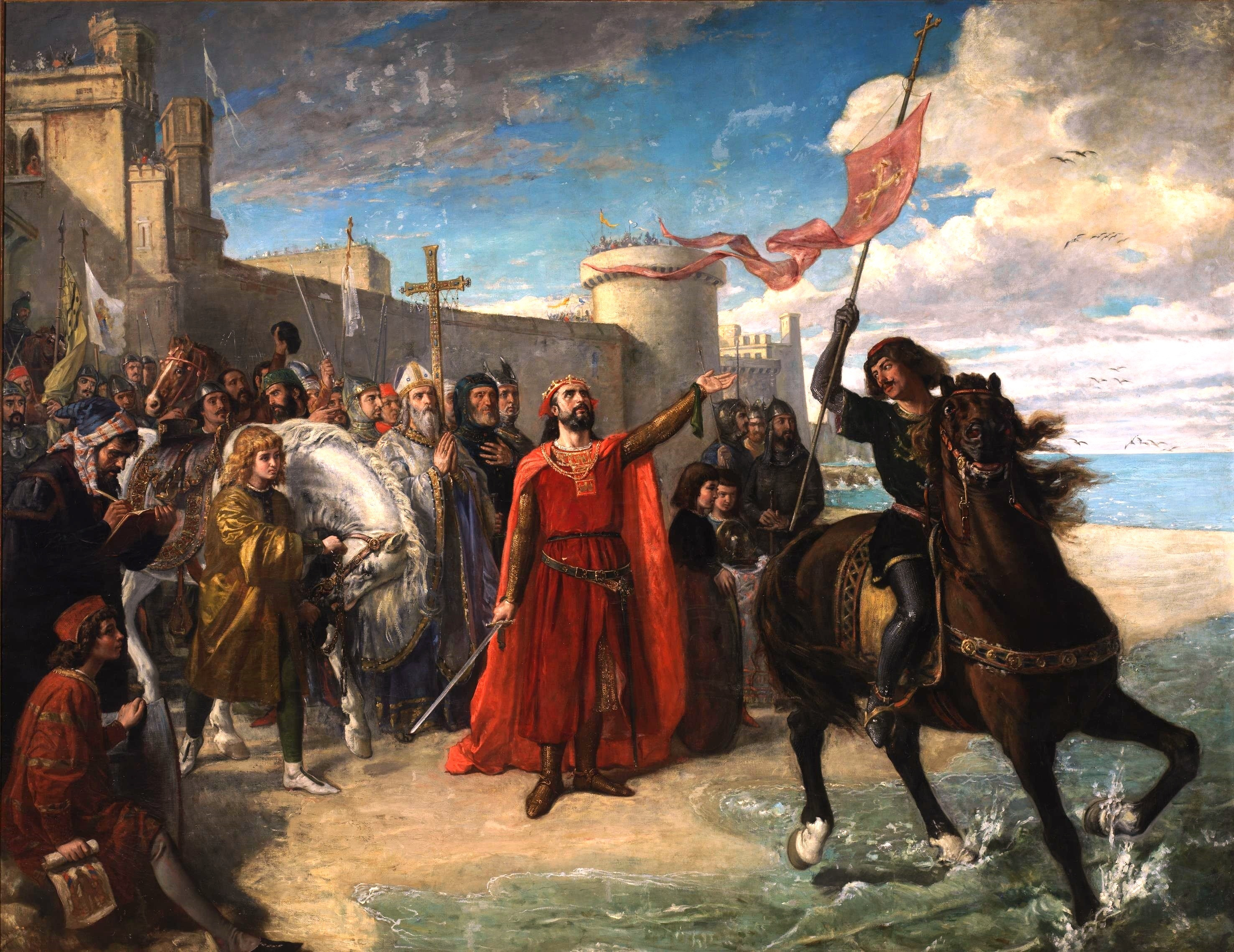
Alfonso X el Sabio tomando posesión del mar después de la conquista de Cádiz, de Matías Moreno. 1866. (Museo del Prado).

Durante la revuelta de los mudéjares andaluces y murcianos en 1264, el alcázar de Jerez de la Frontera ofreció una gran resistencia a los atacantes, aunque cayó en poder de los musulmanes, lo que posteriormente le sería reprochado a Nuño González de Lara, pues se le acusó en la Crónica de Alfonso X de no haber pertrechado la plaza convenientemente de víveres y de soldados. En 1264 Nuño González de Lara y el maestre de la Orden de Calatrava, obedeciendo las órdenes del rey, liberaron la torre de Matrera, donde resistía un individuo llamado don Alimán, freire de la Orden de Calatrava, del cerco al que estaba sometida y dejaron abastecida de guerreros y alimentos la fortaleza.
Aunque no existe constancia de ello, es probable que Nuño González de Lara tomase parte en la recuperación de las plazas de Jerez de la Frontera y Lebrija, que cayeron en poder de los musulmanes durante la revuelta. Tras la reconquista de Jerez de la Frontera, la tenencia de su alcázar no le fue encomendada de nuevo al señor de la Casa de Lara, aunque percibió unos ingresos equivalentes a los de las rentas producidas por la tenencia perdida.Sánchez de Mora, 2004, p. 635 En 1265 los arraeces de Málaga, Guadix y Comares se rebelaron contra el rey de Granada y solicitaron la ayuda de Alfonso X, quien les envió un ejército de mil hombres a las órdenes de Nuño González de Lara.
En noviembre de 1269 el conde Nuño asistió, junto a otros magnates y ricoshombres, a la boda del infante Fernando de la Cerda, hijo primogénito de Alfonso X, quien contrajo matrimonio con Blanca de Francia, hija del rey Luis IX de Francia. Nuño González de Lara aprovechó la circunstancia de hallarse en Burgos Jaime I de Aragón, que había querido asistir a la boda de su nieto, para ofrecerle que, si así lo deseaba, pasaría a servirle con cien o doscientos caballeros, pretendiendo con ello afianzar sus relaciones exteriores, aunque Jaime I rehusó la oferta.
Al mismo tiempo, Nuño González de Lara y Lope Díaz de Haro, señor de Vizcaya, comenzaron a acercar posturas. El señor de Vizcaya contrajo matrimonio, sin el consentimiento de Alfonso X, con Juana Alfonso de Molina, hija del infante Alfonso de Molina y hermanastra de María de Molina, celebrándose el enlace en el monasterio de San Andrés de Arroyo, ubicado en la provincia de Palencia, y del que había sido abadesa entre los años 1227 y 1266 la madre de Nuño González de Lara, María Díaz de Haro y Azagra, aunque algunos autores difieren y señalan que dicho matrimonio se celebró poco antes de que comenzase la revuelta nobiliaria de 1272.

### La revuelta nobiliaria de 1272
A comienzos de 1272, un grupo de magnates, entre los que se contaban Nuño González de Lara, Esteban Fernández de Castro, Simón Ruiz de los Cameros, señor de los Cameros, y Lope Díaz III de Haro, señor de Vizcaya, se reunió en el municipio burgalés de Lerma con el propósito de comprometerse a luchar contra Alfonso X el Sabio si no accedía a las reclamaciones de los allí reunidos, quienes acordaron que el infante Felipe de Castilla, hermano de Alfonso X, presente en la reunión y portavoz de los conspiradores, debería entrevistarse con el rey de Navarra a fin de conseguir que el monarca les concediese asilo en su reino, si se veían obligados a abandonar el reino de Castilla. El infante Felipe, viudo de sus dos primeras esposas, se hallaba casado con Leonor Rodríguez de Castro, sobrina de Nuño González de Lara, pues era hija de su hermana.
Nuño González de Lara se hallaba molesto con el rey debido, entre otras razones, a que el rey no accedió a entregarle Durango, a las críticas que el monarca hizo sobre su actuación en la defensa de Jerez de la Frontera y, tal vez, a la disconformidad del señor de la Casa de Lara con algunas actuaciones de Alfonso X en relación con el reino de Portugal, aunque la mayoría de los magnates castellanos coincidían sobre todo en su disconformidad con el modo de gobernar de Alfonso X, ya que todos ellos preferían el estilo de tiempos pasados, cuando los magnates desempeñaban un papel más destacado.
Tras la reunión de los magnates conjurados en Lerma, Alfonso X intentó descubrir qué había ocurrido realmente en ella, comunicándose con su hermano el infante Felipe y con el señor de Lara. No obstante, el infante Felipe eludió responder a las cuestiones planteadas por su hermano, al tiempo que se excusaba de acudir junto con sus tropas a Andalucía en servicio del rey, pues adujo que se había producido un retraso en el cobro de su soldada anual, y comunicó a su hermano que su presencia en la reunión de Lerma era debida a los consejos y ayudas que el infante decía precisar, pues sostenía que sus viejos amigos habían fallecido y que non podía estar sin aver algunos amigos que le ayudasen e le consejasen.

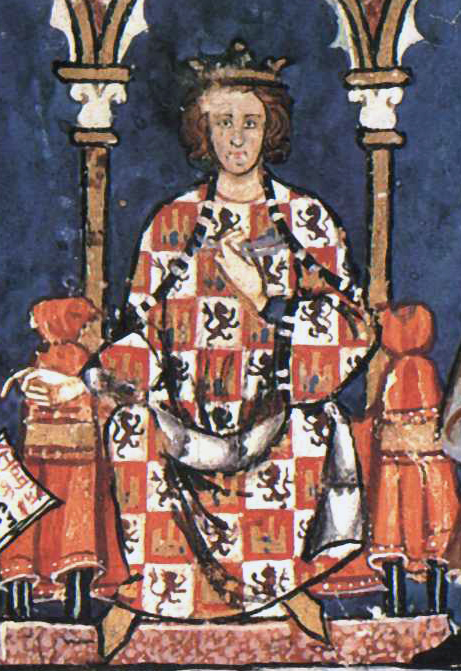
Retrato que representa a Alfonso X el Sabio, rey de Castilla.

Por su parte, y a pesar de haber tomado parte en ella, Nuño González de Lara comunicó al rey que el propósito de la reunión de Lerma no había sido el que le atribuían, e incluso se mostró dispuesto a colaborar con el monarca castellano-leonés a fin de que pudiesen ser recaudados nuevos servicios, además de los previstos, en Castilla y en la Extremadura, añadiendo que de ese modo el rey podría saldar su deuda con los nobles, pues les debía varias soldadas. A comienzos de julio de 1272, Alfonso X ordenó a Nuño González de Lara, a su hermano el infante Felipe, y a todos los magnates y ricoshombres del reino que acudiesen con sus hombres a Sevilla para ayudar al infante Fernando de la Cerda, que en esos momentos defendía la frontera de los ataques musulmanes, y la respuesta unánime de todos los participantes en la conjura nobiliaria fue negarse a acudir, a menos que el rey se entrevistase antes con ellos. Por su parte, Nuño González de Lara fingió apartarse de los conspiradores e informó al rey de los contactos mantenidos por los magnates sublevados con el rey de Navarra, aunque, poco después, fueron descubiertas una serie de cartas que probaron que en la conjura se hallaba involucrado el sultán de los benimerines, que deseaba debilitar la posición del monarca castellano. A pesar del descubrimiento de las cartas que probaban la traición de los nobles, Alfonso X las ignoró y se dispuso a negociar con los sublevados, aunque les ordenó que suspendiesen sus conversaciones con el rey de Navarra, orden que fue desobedecida por ellos, y por su parte, Nuño González de Lara declaró roto su compromiso con Alfonso X el Sabio, que le obligaba a no establecer posturas con musulmanes o cristianos sin antes hacerlo saber al rey.
En septiembre de 1272 se reanudaron las negociaciones en la ciudad de Burgos, aunque los nobles se negaron a alojarse en la ciudad y lo hicieron en las aldeas cercanas, y desde allí comunicaron al rey que si deseaba transmitirles algún mensaje lo hiciese por medio de sus emisarios. Los conjurados presentaron entonces sus demandas al rey, quejándose de que el monarca les obligaba a regirse por el Fuero Real, de que en la Corte no hubiese jueces especiales para juzgar a los hidalgos según su fuero, de la actuación de los merinos y otros funcionarios de la Corona, y solicitaron además que se redujese la frecuencia de los servicios de Cortes, que se les eximiera del pago de la alcabala municipal de Burgos, y que el rey no fundase más pueblas nuevas en Castilla y León. Alfonso X acordó poco después una alianza con el reino de Navarra, anulando con ello los acuerdos establecidos entre los magnates sublevados y el monarca navarro.
Tras las Cortes de Burgos de 1272, en las que parecía que el soberano castellano alcanzaría un acuerdo con los magnates sublevados, se rompieron las negociaciones y los sublevados, incluido Nuño González de Lara, partieron hacia el reino de Granada, a pesar de que Alfonso X hizo un último intento de persuadirles para que no abandonasen el reino, por medio de los infantes Fernando de la Cerda, su hijo primogénito, y su hermano Manuel de Castilla. Antes de dirigirse a Granada, los magnates saquearon el territorio, robando ganado y devastando algunas tierras a su paso, a pesar de que el rey les envió mensajeros, portando cartas en las que se recordaba a los sublevados los favores que habían recibido de él, así como su traición al romper sus vínculos vasalláticos con el soberano. A Nuño González de Lara le reprochó que, durante su juventud, le había entregado la tenencia de Écija, a pesar de la oposición de su padre, Fernando III de Castilla.
No obstante, los magnates sublevados desoyeron las exhortaciones del rey y se dirigieron a Granada, donde fueron acogidos con todos los honores por el rey Muhammad I de Granada, después de haber firmado un acuerdo con él en Sabiote, en el que los nobles firmantes se comprometieron con el soberano granadino a prestarse ayuda mutuamente contra Alfonso X, hasta que el monarca castellano-leonés accediera a sus demandas. El acuerdo de Sabiote fue rubricado, entre otros, por el infante Felipe de Castilla, Nuño González de Lara, Lope Díaz III de Haro, Esteban Fernández de Castro, Diego López de Haro, Álvar Díaz de Asturias, Juan Núñez I de Lara, y Nuño González de Lara.
En enero de 1273, en la ciudad de Tudela, el infante Felipe, Nuño González de Lara y sus hijos Juan Núñez de Lara y León y Nuño González de Lara y León, Lope Díaz III de Haro y Álvar Díaz de Asturias, entre otros magnates, rindieron homenaje a Enrique I de Navarra, al que presentaron un memorial de los agravios que decían haber recibido de Alfonso X, y las reclamaciones que ellos le hacían, quedando de ese modo los magnates liberados de los compromisos contraídos con el monarca castellano, al tiempo que, sin menoscabo de su honor, pasaban a servir al monarca navarro, del mismo modo que antes habían servido al rey musulmán de Granada. A principios de 1273 Juan Núñez de Lara y León, que hasta entonces había actuado de mediador junto con el obispo de Cuenca entre su padre, Nuño González de Lara, y el rey, abandonó a este último.
A pesar de lo anterior, Alfonso X de Castilla, que deseaba proseguir el fecho del Imperio, permitió que algunos miembros de la familia real, entre los que se contaban los infantes Fernando de la Cerda y Manuel, la reina Violante de Aragón, el arzobispo Sancho de Aragón, hijo de Jaime I el Conquistador y hermano de la reina Violante, y los maestres de las Órdenes Militares, reanudasen las negociaciones con los magnates exiliados. Después de numerosas negociaciones, y aconsejado el rey, entre otros, por su hermano el infante Fadrique y por Simón Ruiz de los Cameros, Alfonso X accedió a la mayoría de las demandas presentadas por los nobles exiliados a través de Nuño González de Lara, quien en 1273 se entrevistó con la reina Violante de Aragón en la ciudad de Córdoba, y a finales de ese mismo año, los magnates exiliados regresaron al reino de Castilla, al tiempo que el rey Muhammad II de Granada se declaraba vasallo de Alfonso X, aunque la Crónica de este rey, erróneamente, sitúa estos acontecimientos en 1274. En el mes de julio de 1273 volvieron a aparecer como confirmantes en los diplomas regios Fernando Rodríguez de Castro, Simón Ruiz de los Cameros y Diego López de Haro, hermano menor de Lope Díaz III de Haro, mientras que este último, Nuño González de Lara, y su hijo Juan Núñez de Lara y León, no lo hicieron hasta principios de 1274. Nuño González de Lara volvió a aparecer como confirmante en los privilegios reales el 24 de enero de 1274, y no había confirmado ninguno desde el 15 de julio de 1272, y sería en esos momentos, a principios de 1274, cuando recibiría el nombramiento de adelantado mayor de la frontera de Andalucía, según refiere la Crónica de Alfonso X el Sabio.

### Batalla de Écija y muerte

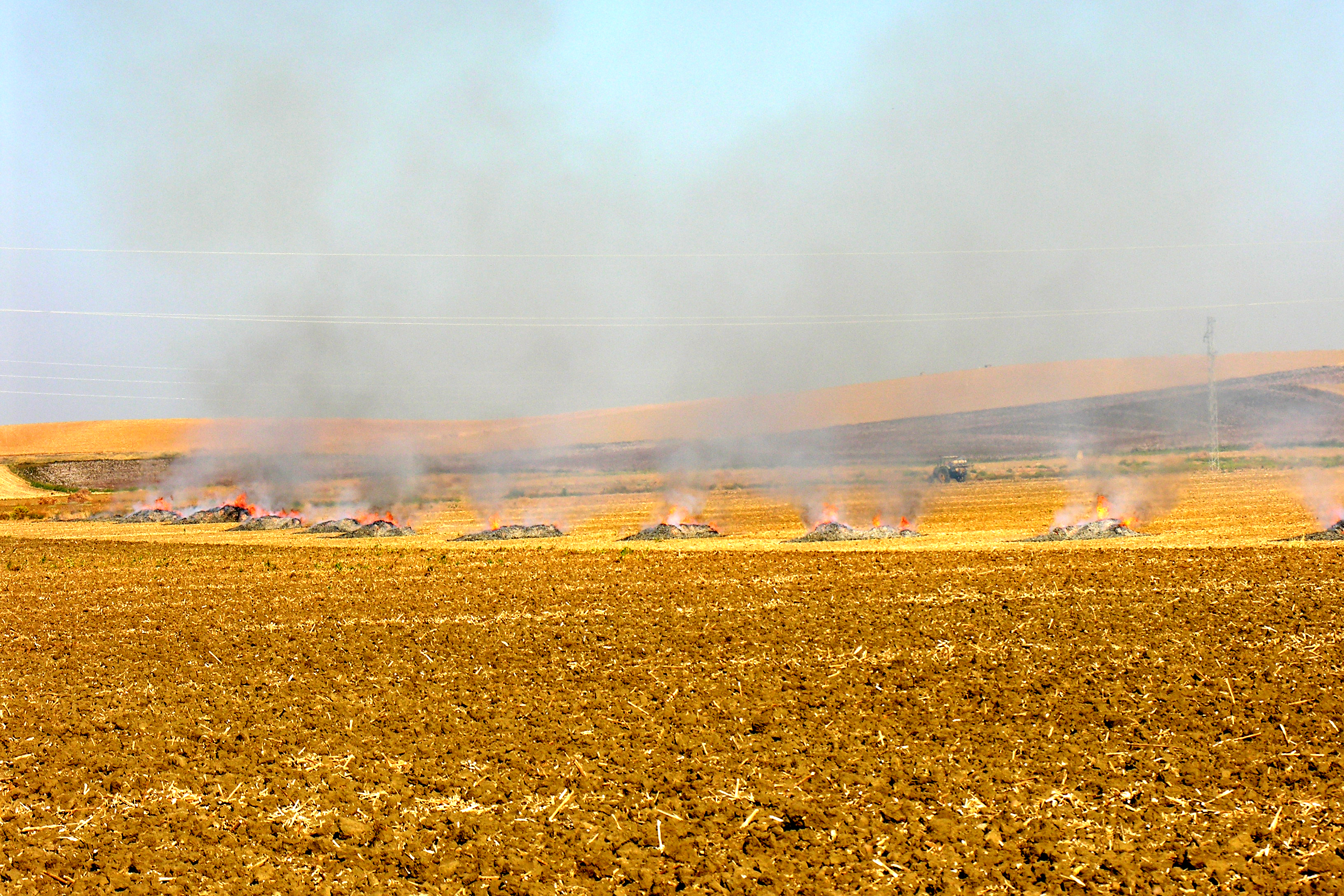
Tierras de labor en el municipio sevillano de Écija. En el transcurso de la batalla librada en Écija en septiembre de 1275, perdió la vida Nuño González de Lara.

En 1275 los benimerines, aliados de los musulmanes granadinos, invadieron Andalucía y atacaron el valle del Guadalquivir, aprovechando la ausencia de Alfonso X el Sabio. El 25 de julio de 1275 falleció en Ciudad Real el infante Fernando de la Cerda, hijo primogénito de Alfonso X, a quien su padre había encargado el gobierno del reino durante su viaje al Imperio. Antes de fallecer, el infante Fernando suplicó a Juan Núñez I de Lara, hijo de Nuño González de Lara, que velase por los derechos sucesorios de sus hijos Alfonso y Fernando, conocidos como los infantes de la Cerda, pues preveía que sus derechos al trono serían cuestionados, debido a su corta edad.
Nuño González de Lara, que había sido nombrado adelantado mayor de la frontera de Andalucía, se dirigió a la ciudad de Córdoba, y hallándose allí, decidió pasar a Écija a fin de reforzarla con sus tropas, pues preveía que sería atacada por el emir de los benimerines. Una vez en Écija, el señor de Lara optó por no atacar a los musulmanes y aguardar la llegada de las tropas cristianas de la frontera, a las que había ordenado que se reuniesen con él allí. Poco después, comenzaron a instalarse en las cercanías de Écija las tropas benimerines, a las que el señor de Lara optó por no atacar hasta que llegasen los refuerzos que aguardaba. No obstante, temiendo que su actuación fuera tachada de cobardía, resolvió dejar Écija y librar batalla campal contra los musulmanes. 
Durante la batalla que se libró a continuación en las cercanías de Écija, y que según los Anales Toledanos tuvo lugar el día 7 de septiembre, aunque la Crónica de Alfonso X la sitúa en el día 8 del mismo mes, las bajas castellano-leonesas fueron numerosísimas, y el propio Nuño González de Lara y la mayor parte de sus hombres perdieron la vida en ella, escapando de la muerte únicamente los hombres que se refugiaron en Écija tras la derrota. La Crónica de Alfonso X describe del siguiente modo el desenlace de la batalla de Écija:

«Don Nunno et los que estauan con él pelearon con los moros que venían con Abén Yuçaf e fueron vençidos los christianos e murió y don Nunno en la pelea et muchos de los que yuan con él. Et murieran más sy non que tenían la villa de Écija çerca, do se acogieron.

Et fállase por escripto que don Nunno e los que eran con él fueron tan fuertes caualleros que lidiaron tanto que Abén Yuçaf resçeló que sus moros serían vençidos, ca él estava en logar donde veýa la pelea. Et desque don Nunno fue muertoe los christianos fuydos del campo, Abén Yuçaf fue ver qué gentes de los christianos murieran en aquella pelea, et fallaron a don Nunno muerto en el campo e yazían aderredor dél muertos muchos caualleros e quatroçientos escuderos de pie quel guardauan e otras muchas gentes de christianos e de moros que murieron allí».

El emir de los benimerines ordenó cortar la cabeza de Nuño González de Lara y, lamentándose de su muerte, envió su cabeza al rey Muhammad II de Granada, que también se mostró apenado, según refieren las crónicas de la época, por la muerte del magnate que había hecho mucho porque él fuese rey, y ordenó que la cabeza del señor de Lara fuera enviada a la ciudad de Córdoba, para que recibiera sepultura junto con el resto de su cuerpo.

## Sepultura
Después de su muerte en la batalla de Écija, su cuerpo fue llevado a la ciudad de Córdoba y, posteriormente, junto con su cercenada cabeza, que había sido devuelta por el rey Muhammad II de Granada, fue trasladado a la ciudad de Palencia, donde recibió sepultura en el convento de San Pablo de Palencia, en el que recibió sepultura también su esposa, Teresa Alfonso.

## Matrimonio y descendencia
El conde Nuño contrajo matrimonio antes de 1243 con Teresa Alfonso, hija del rey Alfonso IX de León y de su amante Aldonza Martínez de Silva. Fueron padres de:
- Juan Núñez I de Lara (c. 1243 - c.1294)
- Nuño González de Lara. (c.1245 - c. 1291)
- Teresa Núñez de Lara (n. c. 1257) que se casó con Gil Gómez de Roa, señor de la Casa de Aza, hijo de Gómez González de Roa y de su esposa Teresa Gil de Villalobos,[18] padres de  Nuño Gil de Aza, hijo único.

Aunque Salazar y Castro incluye a la siguiente como hija de este matrimonio, el historiador Carlos Barquero Goñi opina que María fue hija ilegítima del conde Nuño. 
- María Núñez de Lara, esposa de Diego Gómez de Roa, hermano de Gil,[19] esposo de su hermana Teresa, y ambos hijos de Gómez González de Roa y de Teresa Gil de Villalobos. El 13 de mayo de 1288, fray Diego Gómez de Roa y su mujer María Núñez donaron varias heredades en Galicia a la Orden de San Juan de Jerusalén y ella, figurando como freira, recibió la tenencia vitalicia de la bailía sanjuanista de Santa María de Regoa. En 1297 su marido Diego figura como prior de dicha orden.[20]

| Predecesor: - | Señor de Lara | Sucesor: Juan Núñez I de Lara |